# 普里莫·马尼亚尼
普里莫·马尼亚尼（義大利語：Primo Magnani，1892年3月31日—1969年6月17日），意大利男子自行车运动员。他曾代表意大利参加1920年夏季奥林匹克运动会自行车比赛，获得男子团体追逐赛金牌。